# Antton Rönnholm
Antton Rönnholm, född 28 juni 1980, var SDP:s partisekreterare. Han valdes till partisekreterare efter Reijo Paananen på partikongressen i Lahtis år 2017. 